# انتال کیس
انتال کیس (انگلیسی: Antal Kiss; ۳۰ دسامبر ۱۹۳۵ – ۷ آوریل ۲۰۲۱) ورزشکار دو و میدانی اهل مجارستان بود.